# Hylocomiastrum pyrenaicum
Hylocomiastrum pyrenaicum là một loài Rêu trong họ Hylocomiaceae. Loài này được (Spruce) M. Fleisch. mô tả khoa học đầu tiên năm 1925.

## Hình ảnh

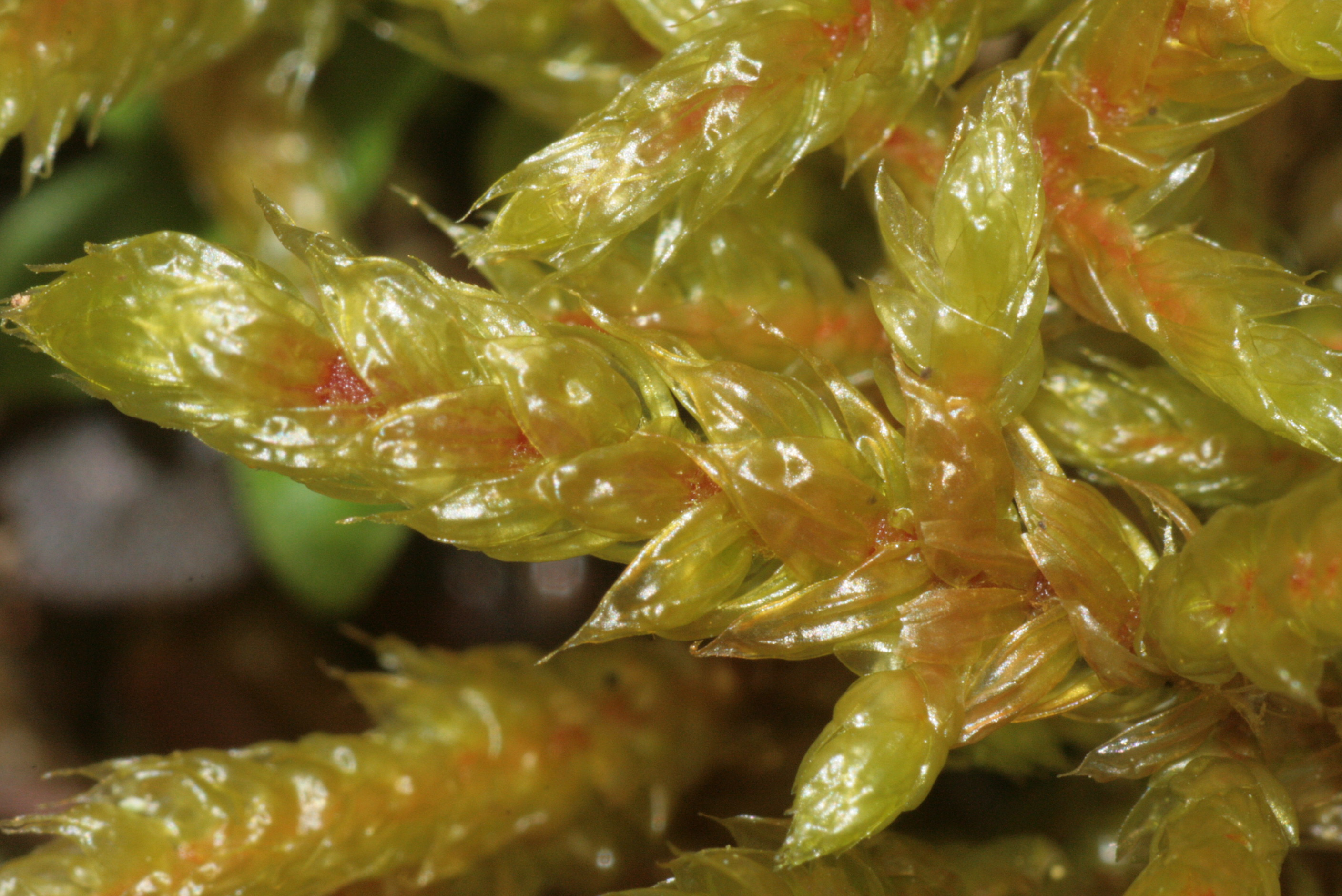
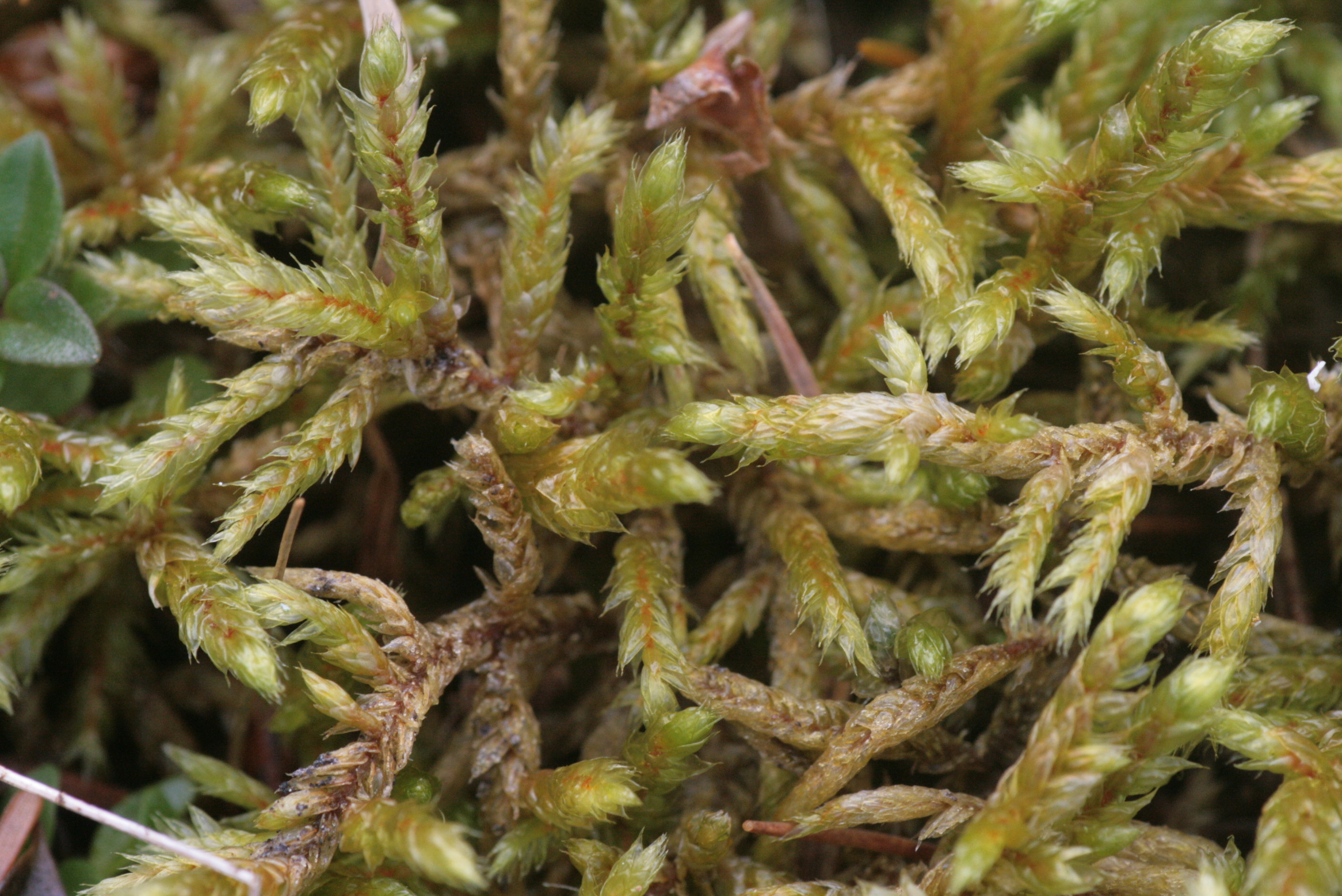
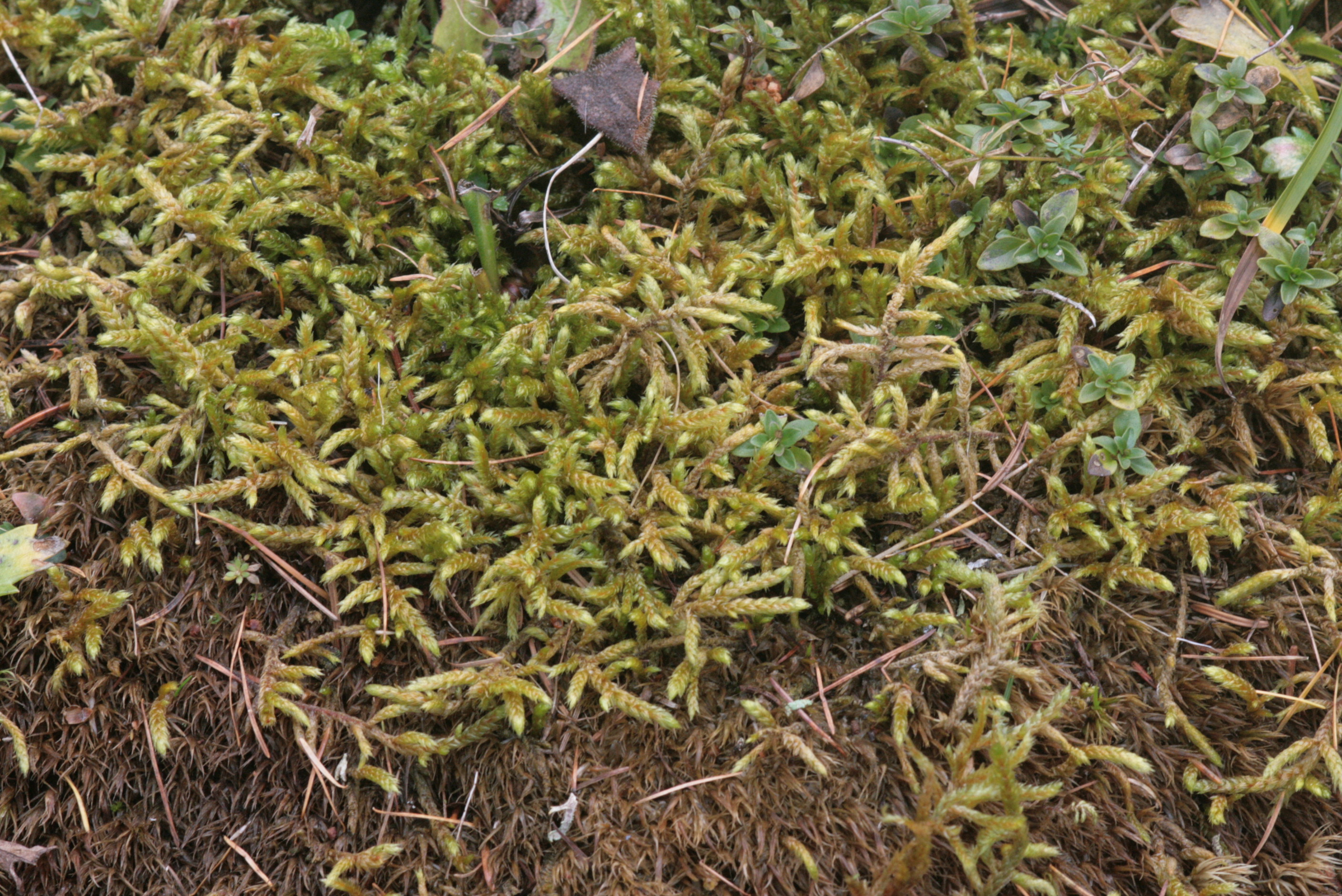
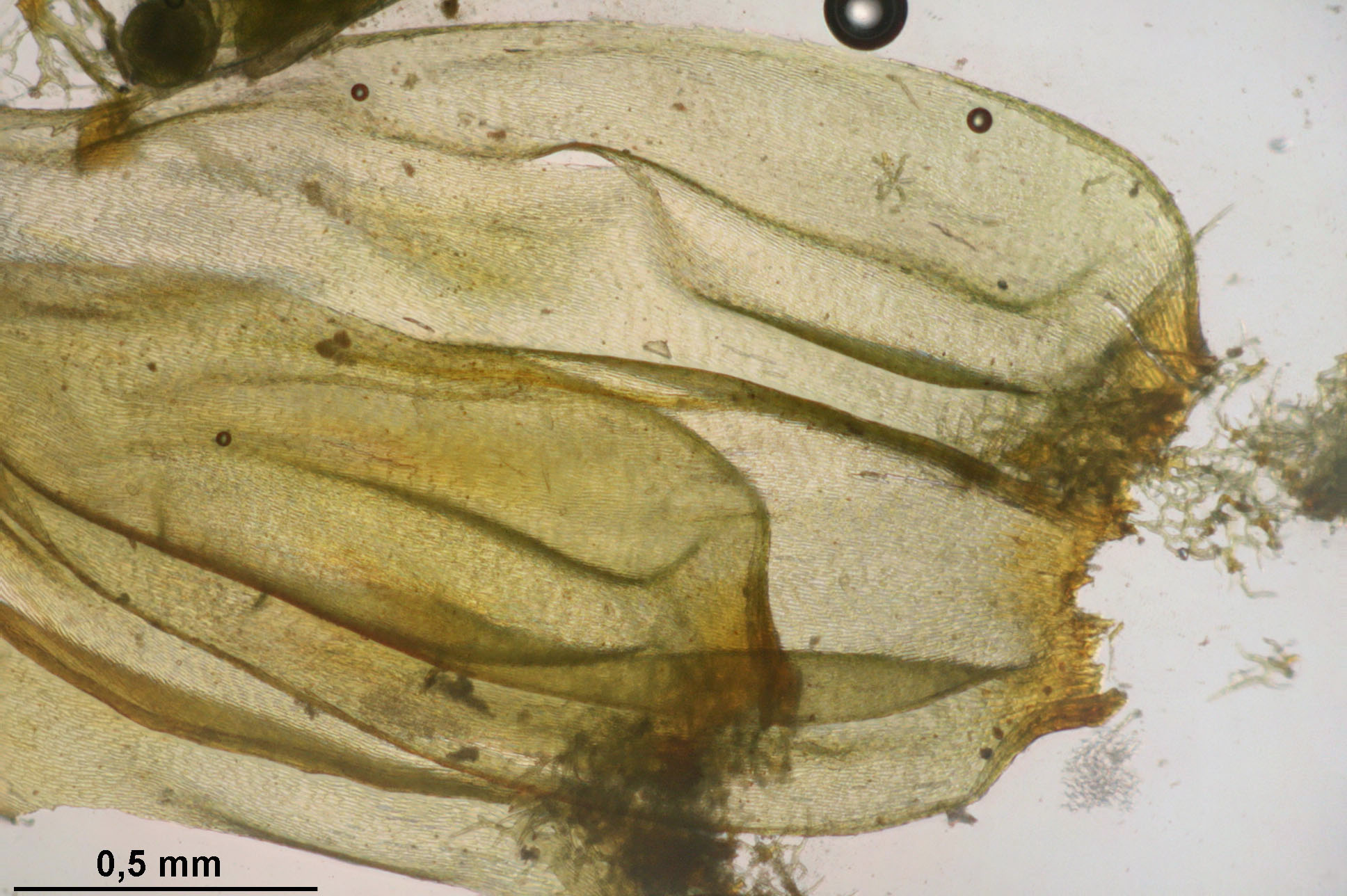